# Министерство на регионалното развитие и благоустройството на България
Министерството на регионалното развитие и благоустройството (МРРБ) е държавна институция в България с ранг на министерство, която провежда държавната политика за регионално развитие и европейско териториално сътрудничество; устройство на територията; развитието на пътната инфраструктура съвместно с министъра на транспорта, информационните технологии и съобщенията; в областта на административно-териториалното устройство, развитие и укрепване на местното самоуправление; децентрализация на държавното управление; развитие и управление на отрасъл водоснабдяване и канализация; дейностите за предпазване от вредното въздействие на водите в границите на населените места и геозащита. 
Централната администрация на министерството се намира в град София на ул. "Св. св. Кирил и Методий" № 17 - 19.

## История
МРРБ води началото си от Министерството на обществените сгради, пътищата и благоустройството (МОСПБ), което през следващите години е многократно реорганизирано и преименувано:
| Министерство на обществените сгради, пътищата и благоустройството (1912 – 1947)            |                                                                                    |
| Министерство на строежите и пътищата (1947 – 1953)                                         | Министерство на комуналното стопанство и благоустройството (1947 – 1957)           |
| Министерство на строежите (1953 – 1957)                                                    | Министерство на комуналното стопанство и благоустройството (1947 – 1957)           |
| Министерство на строежите и строителните материали (1957 – 1959)                           | Министерство на комуналното стопанство, благоустройството и пътищата (1957 – 1959) |
| Комитет по строителство и архитектура (1959)                                               |                                                                                    |
| Комитет по строителство (1959 – 1962)                                                      | Комитет по архитектура и благоустройство (1959 – 1962)                             |
| Министерство на строежите (1962 – 1968)                                                    | Държавен комитет по строителство и архитектура (1962, 1963 – 1966)                 |
| Министерство на строежите (1962 – 1968)                                                    | Министерство на архитектурата и благоустройството (1966 – 1968)                    |
| Министерство на строежите и архитектурата (1968 – 1971)                                    |                                                                                    |
| Министерство на строителството и строителните материали (1971 – 1973)                      | Министерство на архитектурата и благоустройството (1971 – 1973)                    |
| Министерство на строежите и архитектурата (1973 – 1977)                                    |                                                                                    |
| Министерство на строителството и строителните материали (1977 – 1981)                      |                                                                                    |
| Министерство на строителството и архитектурата (1981 – 1984)                               |                                                                                    |
| Министерство на строителството и селищното устройство (1984 – 1986)                        |                                                                                    |
| Комитет по териториално и селищно устройство (1986 – ?)                                    |                                                                                    |
| Министерство на териториалното развитие, жилищната политика и строителството (1991 – 1992) |                                                                                    |
| Министерство на териториалното развитие и строителството (1992 – 1997)                     |                                                                                    |
| Министерство на регионалното развитие и благоустройството (1997 – )                        |                                                                                    |

## Структура
Към 25 март 2025 година министерството има следната структура:
- Второстепенни разпоредители с бюджет
  - Агенция "Пътна инфраструктура"
  - Агенция по геодезия, картография и кадастър
  - Дирекция за национален строителен контрол
- Специализирана администрация
  - Главна дирекция "Гражданска регистрация и административно обслужване"
  - Главна дирекция "Стратегическо планиране и програми за регионално развитие"
  - дирекция "Управление на териториалното сътрудничество"
  - дирекция "Държавна собственост и търговски дружества"
  - дирекция "Устройство на територията и административно-териториално устройство"
  - дирекция "Технически правила и норми"
  - дирекция "Водоснабдяване и канализация и благоустройствени дейности"
  - дирекция "Жилищна политика"Главна дирекция „Европейски фондове, международни програмни проекти“
- Обща администрация
  - дирекция "Административно обслужване и човешки ресурси"
  - дирекция "Финансово-стопански дейности"
  - дирекция "Правна"
  - дирекция "Връзки с обществеността, протокол и международно сътрудничество"
  - дирекция "Информационно обслужване и системи за сигурност"
  - дирекция "Обществени поръчки"

## Ръководство
Министерството се оглавява от министър Иван Иванов

Политическия кабинет на министъра е формиран от:
Заместник-министър - Веселина Терзийска - Дата на встъпване: 21.07.2023 г.
Заместник-министър - Юра Витанова - Дата на встъпване: 16.04.2024 г.
Заместник-министър - Дора Янкова -  Дата на встъпване: 17.03.2025 г.
Парламентарен секретар - Станимир Бояджиев - Дата на встъпване: 10.02.2025 г.
Началник на кабинет - Валя Петрова -  Дата на встъпване: 20.01.2025 г.
Главен секретар на Министерстовото - Мирослава Владимирова - Дата на встъпване: 25.05.2021 г.

## Ръководители

### Министри на строежите и пътищата (1947 – 1953)
| правителство | име             | дати                              | партия | партия |
| ------------ | --------------- | --------------------------------- | ------ | ------ |
| Коларов 1    | Манол Сакеларов | 11 декември 1949 – 13 август 1949 | БКП    |        |
| Коларов 1    | Благой Иванов   | 13 август 1949 – 20 януари 1950   | БКП    |        |
| Коларов 2    | Благой Иванов   | 20 януари 1950 – 21 ноември 1951  | БКП    |        |
| Коларов 2    | Иван Винаров    | 21 ноември 1951 – 8 ноември 1952  | БКП    |        |
| Коларов 2    | Марин Грашнов   | 8 ноември 1952 – 11 февруари 1953 | БКП    |        |

### Министри на строежите (1953 – 1957)
| правителство | име           | дати                              | партия | партия |
| ------------ | ------------- | --------------------------------- | ------ | ------ |
| Коларов 2    | Марин Грашнов | 11 февруари 1953 – 16 януари 1954 | БКП    |        |
| Червенков    | Марин Грашнов | 16 януари 1954 – 18 април 1956    | БКП    |        |
| Югов         | Марин Грашнов | 18 април 1956 – 1 февруари 1957   | БКП    |        |

### Министри на комуналното стопанство и благоустройството (1947 – 1957)
| правителство | име           | дати                              | партия | партия |
| ------------ | ------------- | --------------------------------- | ------ | ------ |
| Димитров 2   | Петър Каменов | 11 декември 1947 – 20 януари 1950 | БКП    |        |
| Коларов 1    | Петър Каменов | 20 януари 1950 – 15 юни 1952      | БКП    |        |
| Коларов 2    | Стоян Тончев  | 15 юни 1952 – 16 януари 1954      | БКП    |        |
| Червенков    | Стоян Тончев  | 16 януари 1954 – 1 февруари 1957  | БКП    |        |
| Югов 1       | Стоян Тончев  | 16 януари 1954 – 1 февруари 1957  | БКП    |        |

### Министри на строежите и строителните материали (1957 – 1959)
| правителство | име              | дати                             | партия | партия |
| ------------ | ---------------- | -------------------------------- | ------ | ------ |
| Югов 1       | Раденко Видински | 1 февруари 1957 – 15 януари 1958 | БКП    |        |
| Югов 2       | Раденко Видински | 15 януари 1958 – 16 март 1959    | БКП    |        |

### Министри на комуналното стопанство, благоустройството и пътищата (1957 – 1959)
| правителство | име          | дати                             | партия | партия |
| ------------ | ------------ | -------------------------------- | ------ | ------ |
| Югов 1       | Стоян Тончев | 1 февруари 1957 – 15 януари 1958 | БКП    |        |
| Югов 2       | Стоян Тончев | 15 януари 1958 – 16 март 1959    | БКП    |        |

### Председатели на Комитета по строителство и архитектура (1959 – 1962)
| правителство | име            | дати                            | партия     | партия |
| ------------ | -------------- | ------------------------------- | ---------- | ------ |
| Югов 2       | Кимон Георгиев | 16 март 1959 – 25 декември 1959 | безпартиен |        |

### Председатели на Комитета по строителство (1959 – 1962)
| правителство | име           | дати                          | партия | партия |
| ------------ | ------------- | ----------------------------- | ------ | ------ |
| Югов 2       | Стоян Гюров   | 25 декември 1959 – 1 юни 1961 | БКП    |        |
| Югов 2       | Марин Грашнов | 1 юни 1961 – 17 март 1962     | БКП    |        |

### Председатели на Комитета по архитектура и благоустройство (1959 – 1962)
| правителство | име           | дати                          | партия | партия |
| ------------ | ------------- | ----------------------------- | ------ | ------ |
| Югов 2       | Марин Грашнов | 25 декември 1959 – 1 юни 1961 | БКП    |        |
| Югов 2       | Димитър Котев | 1 юни 1961 – 17 март 1962     | БКП    |        |

### Министри на строежите (1962 – 1968)
| правителство | име           | дати                            | партия | партия |
| ------------ | ------------- | ------------------------------- | ------ | ------ |
| Югов 3       | Марин Грашнов | 17 март 1962 – 27 ноември 1962  | БКП    |        |
| Живков 1     | Марин Грашнов | 27 ноември 1962 – 12 март 1966  | БКП    |        |
| Живков 2     | Марин Грашнов | 12 март 1966 – 27 декември 1968 | БКП    |        |

### Председатели на Държавния комитет по строителство и архитектура (1962 – 1966)
| правителство | име            | дати                           | партия | партия |
| ------------ | -------------- | ------------------------------ | ------ | ------ |
| Югов 3       | Димитър Котев  | 17 март 1962 – 27 ноември 1962 | БКП    |        |
| Живков 1     | Георги Бранков | 25 май 1963 – 12 март 1966     | БКП    |        |

### Министри на архитектурата и благоустройството (1966 – 1968)
| правителство | име              | дати                            | партия | партия |
| ------------ | ---------------- | ------------------------------- | ------ | ------ |
| Живков 2     | Владимир Виденов | 12 март 1966 – 27 декември 1968 | БКП    |        |

### Министри на строежите и архитектурата (1968 – 1971)
| правителство | име              | дати                          | партия | партия |
| ------------ | ---------------- | ----------------------------- | ------ | ------ |
| Живков 2     | Пенчо Кубадински | 27 декември 1968 – 9 юли 1971 | БКП    |        |

### Министри на строителството и строителните материали (1971 – 1973)
| правителство | име             | дати                     | партия | партия |
| ------------ | --------------- | ------------------------ | ------ | ------ |
| Тодоров 1    | Стамен Стаменов | 9 юли 1971 – 3 юли 1972  | БКП    |        |
| Тодоров 1    | Георги Белички  | 3 юли 1972 – 24 юли 1973 | БКП    |        |

### Министри на архитектурата и благоустройството (1971 – 1973)
| правителство | име            | дати                     | партия | партия |
| ------------ | -------------- | ------------------------ | ------ | ------ |
| Тодоров 1    | Георги Стоилов | 9 юли 1971 – 24 юли 1973 | БКП    |        |

### Министри на строежите и архитектурата (1973 – 1977)
| правителство | име             | дати                      | партия | партия |
| ------------ | --------------- | ------------------------- | ------ | ------ |
| Тодоров 1    | Григор Стоичков | 24 юли 1973 – 17 юни 1976 | БКП    |        |
| Тодоров 2    | Григор Стоичков | 17 юни 1976 – 12 май 1977 | БКП    |        |

### Министри на строителството и строителните материали (1977 – 1981)
| правителство | име          | дати                      | партия | партия |
| ------------ | ------------ | ------------------------- | ------ | ------ |
| Тодоров 2    | Иван Сакарев | 12 май 1977 – 18 юни 1981 | БКП    |        |

### Министри на строителството и архитектурата (1981 – 1984)
| правителство | име          | дати                        | партия | партия |
| ------------ | ------------ | --------------------------- | ------ | ------ |
| Филипов      | Иван Сакарев | 18 юни 1981 – 4 януари 1984 | БКП    |        |

### Министри на строителството и селищното устройство (1984 – 1986)
| правителство | име             | дати                           | партия | партия |
| ------------ | --------------- | ------------------------------ | ------ | ------ |
| Филипов      | Григор Стоичков | 4 януари 1984 – 28 януари 1986 | БКП    |        |

### Министри на териториалното развитие, жилищната политика и строителството (1991 – 1992)
| правителство | име              | дати                              | партия     | партия |
| ------------ | ---------------- | --------------------------------- | ---------- | ------ |
| Ф. Димитров  | Никола Карадимов | 8 ноември 1991 – 30 декември 1992 | безпартиен |        |

### Министри на териториалното развитие и строителството (1992 – 1997)
| правителство | име              | дати                                | партия     | партия |
| ------------ | ---------------- | ----------------------------------- | ---------- | ------ |
| Беров        | Христо Тотев     | 30 декември 1992 – 17 октомври 1994 | ДПС        |        |
| Инджова      | Даниел Левиев    | 17 октомври 1994 – 25 януари 1995   | безпартиен |        |
| Виденов      | Дончо Конакчиев  | 25 януари 1995 – 12 февруари 1997   | БСП        |        |
| Софиянски    | Никола Карадимов | 12 февруари 1997 – 21 май 1997      | безпартиен |        |

### Министри на регионалното развитие и благоустройството (1997 – )
| правителство | име                 | дати                                 | партия     | партия |
| ------------ | ------------------- | ------------------------------------ | ---------- | ------ |
| Костов       | Евгений Бакърджиев  | 21 май 1997 – 21 декември 1999       | СДС        |        |
| Костов       | Евгени Чачев        | 21 декември 1999 – 24 юли 2001       | СДС        |        |
| Симеон II    | Костадин Паскалев   | 24 юли 2001 – 18 декември 2002       | БСП        |        |
| Симеон II    | Валентин Церовски   | 18 декември 2002 – 17 август 2005    | НДСВ       |        |
| Станишев     | Асен Гагаузов       | 17 август 2005 – 27 юли 2009         | БСП        |        |
| Борисов 1    | Росен Плевнелиев    | 27 юли 2009 – 9 септември 2011       | ГЕРБ       |        |
| Борисов 1    | Лиляна Павлова      | 9 септември 2011 – 13 март 2013      | ГЕРБ       |        |
| Райков       | Екатерина Захариева | 13 март 2013 – 29 май 2013           | ГЕРБ       |        |
| Орешарски    | Десислава Терзиева  | 29 май 2013 – 6 август 2014          | БСП        |        |
| Близнашки    | Екатерина Захариева | 6 август 2014 – 7 ноември 2014       | ГЕРБ       |        |
| Борисов 2    | Лиляна Павлова      | 7 ноември 2014 – 27 януари 2017      | ГЕРБ       |        |
| Герджиков    | Спас Попниколов     | 27 януари 2017 – 4 май 2017          | безпартиен |        |
| Борисов 3    | Николай Нанков      | 4 май 2017 – 20 септември 2018       | ГЕРБ       |        |
| Борисов 3    | Петя Аврамова       | 20 септември 2018 – 12 май 2021      | ГЕРБ       |        |
| Янев 1       | Виолета Комитова    | 12 май 2021 – 16 септември 2021      | безпартиен |        |
| Янев 2       | Виолета Комитова    | 16 септември 2021 – 13 декември 2021 | безпартиен |        |
| Петков       | Гроздан Караджов    | 13 декември 2021 – 2 август 2022     | ИТН        |        |
| Донев 1      | Иван Шишков         | 2 август 2022 – 3 февруари 2023      | безпартиен |        |
| Донев 2      | Иван Шишков         | 3 февруари 2023 – 6 юни 2023         | безпартиен |        |
| Денков       | Андрей Цеков        | 6 юни 2023 – 9 април 2024            | ПП         |        |
| Главчев 1    | Виолета Коритарова  | 9 април 2024 – 27 август 2024        | безпартиен |        |
| Главчев 2    | Виолета Коритарова  | 27 август 2024 – 16 януари 2025      | безпартиен |        |
| Желязков     | Иван Иванов         | 16 януари 2025 – …                   | БСП        |        |